# نسو (مینه‌سوتا)
نسو، مینه‌سوتا (به انگلیسی: Nassau, Minnesota) یک شهر در ایالات متحده آمریکا است که در Lac qui Parle County واقع شده‌است.

## خصوصیات
نسو ۰٫۴۱ کیلومترمربع مساحت و ۷۲ نفر جمعیت دارد و ۳۴۴ متر بالاتر از سطح دریا واقع شده‌است.